# Ternäres Gemisch

Gibbssches Dreiecksdiagramm zur Darstellung der Zusammensetzung ternärer Verbindungen, hier bestehend aus den Komponenten A, B und C

Ein ternäres Gemisch ist ein Gemisch aus drei Stoffen.
Um die Zusammensetzung eines solchen Gemisches graphisch darzustellen, verwendet man ein so genanntes Gibbssches Dreiecksdiagramm. Die Verwendung des gleichseitigen Dreiecks zur Darstellung von Gemischen aus drei Stoffen erfolgte erstmals durch Josiah Willard Gibbs, der als Koordinaten die drei Höhen des Dreiecks benutzte.
Ternäre Gemische spielen eine große Rolle in Extraktionsverfahren.
Gebräuchlich ist z. B. in der Petrologie die Darstellung der Zusammensetzung des Erdmantels im System Orthopyroxen, Klinopyroxen und Olivin.

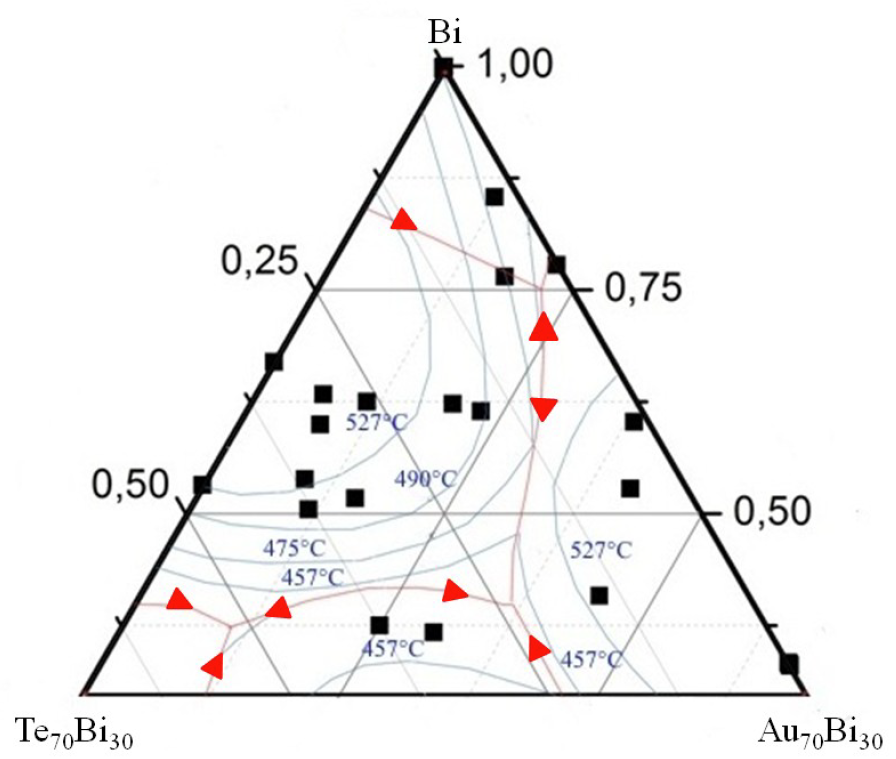
Ternäres Diagramm Au-Bi-Te nach Ciobanu et al. (2007) mit Messwerten aus Lundin, 2015. Gut erkennbar ist das dominierende Bismut, sowie die große Lücke zwischen Maldonit und Gold.

Nebenbei ist als Beispiel ein Ausschnitt aus dem ternären System Au-Bi-Te zu sehen. Solch ein ternäres Phasendiagramm kann man sich als drei an den Endgliedern zusammengeklebte binäre Phasendiagramme vorstellen, also wurden hier die Diagramme von den Systemen Au-Bi, Bi-Te und Te-Au so verbunden, dass sich die Ecken die Endglieder Au-Au, Bi-Bi und Te-Te ergeben. Um dieses 3D-Diagramm korrekt in 2D darzustellen wird dieses von oben betrachtet, sodass sich ein gleichseitiges Dreieck ergibt. Üblicherweise werden die Isolinien und Solidus in unterschiedlichen Farben dargestellt, hier grau (Isothermen) und in rot (Solidus). Die roten Pfeile geben die "Topographie" des Solidus an.